# Craig Gillespie
Craig Gillespie (Sydney, 1º settembre 1967) è un regista e produttore televisivo australiano.

## Biografia
Nato e cresciuto a Sydney, si trasferisce a New York all'età di diciannove anni per studiare illustrazione, graphic design e pubblicità alla School of Visual Arts di Manhattan.
Gillespie ha lavorato come regista pubblicitario per oltre quindici anni, ottenendo candidature ai Directors Guild of America Award 2001, 2002 e 2003 nella categoria "Outstanding Directorial Achievement in Commercials", vincendo il premio nell'edizione del 2006.  
Nel 2007 ha debuttato come regista cinematografico con la commedia Mr. Woodcock, film che ha avuto alcuni problemi produttivi, tanto che dopo alcuni test screening Gillespie lascia il progetto ed alcune scene vengono riscritte e rigirate da David Dobkin. A meno da mese dalla fine delle riprese di Mr. Woodcock, quando il film era ancora in post-produzione, Gillespie inizia lavorazione di un nuovo film, Lars e una ragazza tutta sua, basato su un copione di Nancy Oliver che aveva tra le mani da quattro anni. Il film, interpretato da Ryan Gosling, racconta la storia di un ragazzo introverso che inizia una relazione con una RealDoll. Il film ottiene una candidatura all'Oscar per la migliore sceneggiatura originale.
Successivamente lavora per la televisione dirigendo alcuni episodi, incluso l'episodio pilota, della serie televisiva United States of Tara. Nel 2010 dirige l'episodio pilota della seri TV My Generation. Nel 2011 dirige il film Fright Night - Il vampiro della porta accanto, remake del film del 1985 Ammazzavampiri, con Colin Farrell, Anton Yelchin e Toni Collette.

## Filmografia

### Regista

#### Cinema
- Lars e una ragazza tutta sua (Lars and the Real Girl) (2007)
- Mr. Woodcock (2007)
- Fright Night - Il vampiro della porta accanto (Fright Night) (2011)
- Million Dollar Arm (2014)
- L'ultima tempesta (The Finest Hours) (2016)
- Tonya (I, Tonya) (2017)
- Crudelia (Cruella) (2021)
- Dumb Money (2023)

#### Televisione
- United States of Tara – serie TV, 6 episodi (2009-2010)
- My Generation – serie TV, 1 episodio (2010)
- Physical – serie TV, 1 episodio (2021)
- Mike  – miniserie TV, 4 puntate (2022)
- Pam & Tommy – miniserie TV, 3 puntate (2022)
- Sorelle sbagliate (The Better Sister) – miniserie TV, 8 puntate (2025)

### Produttore

#### Cinema
- Tonya (2017)
- Dumb Money (2023)

#### Televisione
- United States of Tara – serie TV, 11 episodi (2009)
- Physical – serie TV, 20 episodi (2021-2022)
- Mike – miniserie TV, 7 episodi (2022)
- Pam & Tommy – miniserie TV, 8 episodi (2022)